# Iglesia del Pueblo Guanche

Symbol der Göttin Tanit, das auch durch die Kirche des Guanchenvolkes genutzt wird

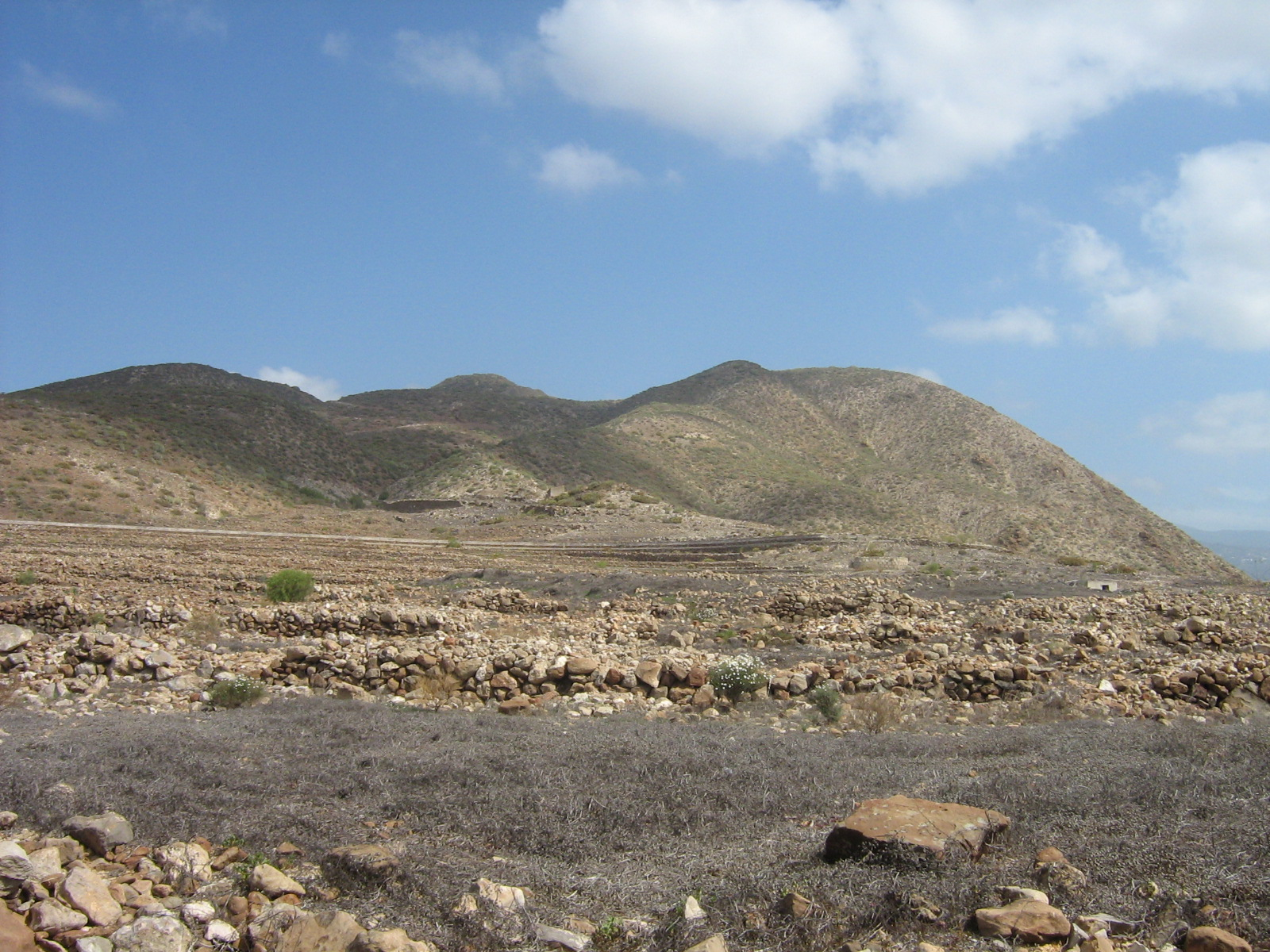
Montaña de Guaza im Süden von Teneriffa, „heiliger Berg“ der Guanchen

Die Iglesia del Pueblo Guanche (deutsch: Kirche des Guanchenvolkes) ist eine neuheidnische Religion, die im Jahr 2001 in der Stadt San Cristóbal de La Laguna (Teneriffa, Kanarische Inseln, Spanien) gegründet wurde. Ihre Anhänger sehen das Ziel ihrer Religion in der Rettung und Ausbreitung der ursprünglichen Religion der Guanchen.
Die Kirche des Guanchenvolkes ähnelt anderen neuheidnischen Bewegungen wie dem Hellenismos und Asatru. Im Jahr 2008 hatte die Kirche etwa 300 Mitglieder. Sie zählt damit zu den Minderheitenreligionen auf den Kanarischen Inseln. Im gleichen Jahr war sie Thema auf dem XVIII. Kolloquium zur Kanarisch-Amerikanischen Geschichte.

## Glaube
Die Organisation wurde von einer Gruppe von Anhängern der Göttin Chaxiraxi, einer antiken Göttin der Ureinwohner, gegründet. Die Kirche lehrt eine religiöse und spirituelle Identifikation mit den Ureinwohnern der Kanarischen Inseln.
Aus der Sicht der Gläubigen hat die Muttergöttin an unterschiedlichen Orten verschiedene Emanationen hervorgebracht. Auf den Kanarischen Inseln habe sie den Namen Chaxiraxi („Die Bestätigung des Himmels“) angenommen, so dass die Kirche des Guanchenvolkes eng mit anderen neuheidnischen Bewegungen verbunden sei, vor allem mit denjenigen, die eine Muttergöttin verehren. Aus diesem Grund benutzt die Kirche auch die Symbole von Muttergöttinnen aus anderen Religionen.

## Struktur
Der oberste Führer dieser Organisation ist der Guañameñe Eduardo Pedro García Rodríguez, welcher sich in der guanchischen Sprache Arguma Anez´ Ram n Yghaesen nennt.
Guañameñe ist ein Gattungsname, wird aber auch für den Priester und Wahrsager verwendet, der 1392 dem Mencey (Oberhaupt) von Teneriffa die Ankunft der Kastilier im Jahre 1494 vorausgesagt hatte. Dieser Guañameñe fragte auch, wer die Insel Teneriffa dann regieren würde, worauf der in seinem Stolz verletzte Mencey ihn an einen Baum hängen ließ.

## Religiöse Feste
Die Organisation führt Namensgebungsrituale und Trauungen durch und beruft sich dabei auf die Guanchen. Im Jahr 2002 fand eine Hochzeit mit angeblichen Guanchenriten auf einem „heiligen Berg“ im Süden Teneriffas statt, eine Feier, die fünf Jahrhunderte nicht so durchgeführt worden sei, also seit Beginn der spanischen Herrschaft über den Archipel.